# Bersaillin
Bersaillin település Franciaországban, Jura megyében. Lakosainak száma 401 fő (2022. január 1.). Bersaillin Neuvilley, Darbonnay, Brainans, La Charme, Colonne, Monay, Saint-Lothain, Sellières és Villerserine községekkel határos.

## Népesség
A település népességének változása:
| Lakosok száma | 123  | 325  | 305  | 349  | 400  | 400  | 405  | 408  | 406  | 401  |
|               | 1968 | 1982 | 1990 | 2006 | 2013 | 2015 | 2017 | 2019 | 2020 | 2022 |